# Liste der EU-Vogelschutzgebiete in der Slowakei

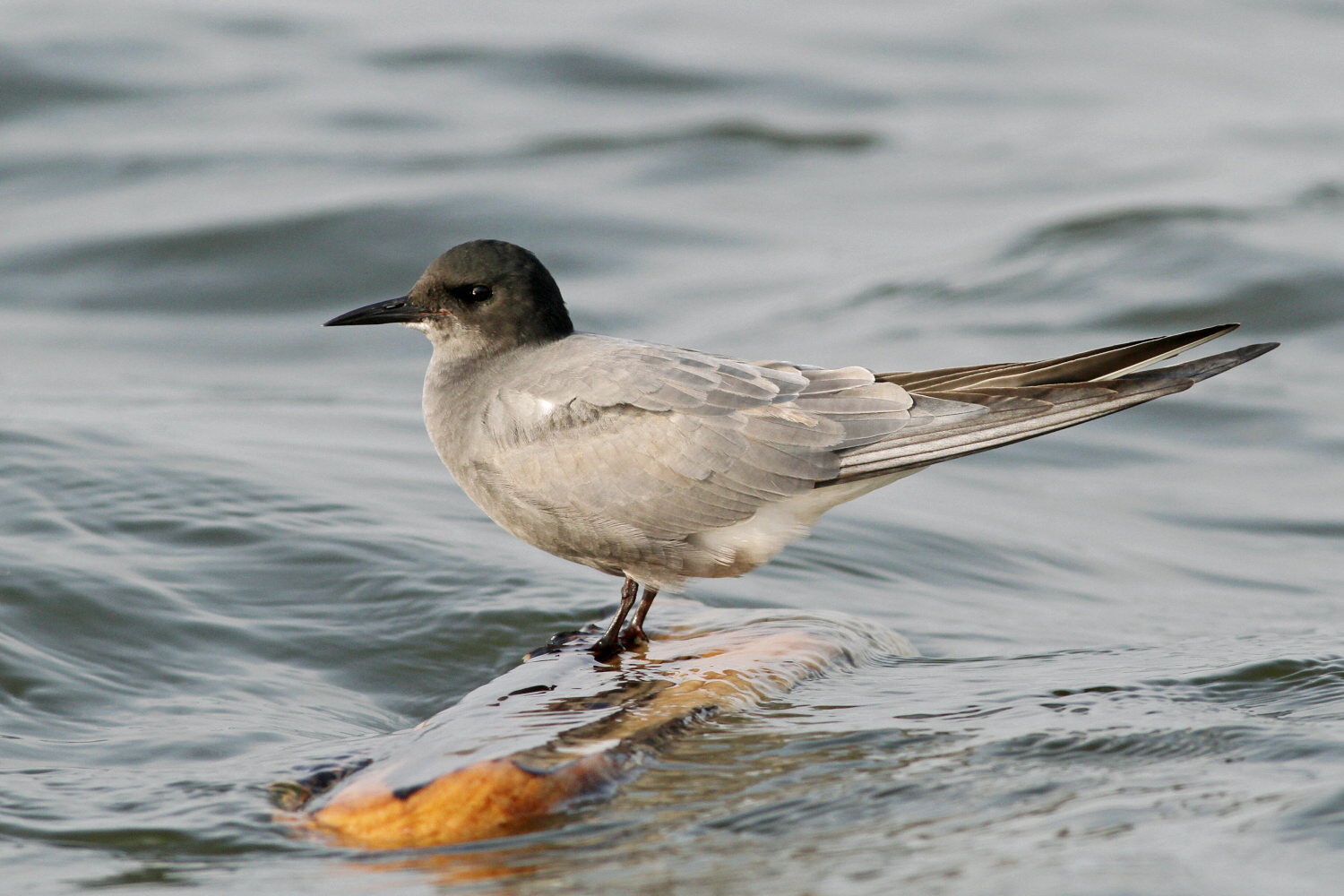
Eine Trauerseeschwalbe im Vogelschutzgebiet „Dunajske luhy“

Die folgende Liste enthält alle 41 europäischen Vogelschutzgebiete nach Art. 4 (1) der Vogelschutzrichtlinie der Europäischen Union in der Slowakei. Die Gebiete sind Bestandteil des europäischen Schutzgebietsnetzes Natura 2000. Die Vogelschutzgebiete umfassen insgesamt ca. 12.914 km² und damit etwa ein Viertel der Gesamtfläche des Landes.

Natura 2000-Logo

Das größte slowakische Vogelschutzgebiet ist mit über 1.200 km² das Gebiet Volovske vrychy im Slowakischen Erzgebirge, das kleinste ist der Baggersee Dubnicke strkovisko mit nur 41 Hektar. Im Mittel haben die Schutzgebiete eine Fläche von 315 km², der Median liegt bei 258 km². Damit liegen die Vogelschutzgebiete in der Slowakei deutlich über den gesamteuropäischen Werten von 153 bzw. 22 km². Die Slowakei hat also vergleichsweise großflächige Vogelschutzgebiete ausgewiesen.

## Hinweise zu den Angaben in der Tabelle
- Gebietsname: Amtliche Bezeichnung des Schutzgebiets
- Datei/Commons: Datei und Link zu weiteren Dateien aus dem Schutzgebiet
- WDPA-ID: Link zum Schutzgebiet in der World Database on Protected Areas
- EEA-ID: Link zum Schutzgebiet in der Datenbank der European Environment Agency (EEA)
- Fläche: Gesamtfläche des Schutzgebiets in Hektar
- Bemerkungen: Besonderheiten und Anmerkung

## Tabelle
| Gebietsname                | Datei/Commons | WDPA-ID   | EEA-ID    | Lage | Fläche ha | Bemerkungen |
| -------------------------- | ------------- | --------- | --------- | ---- | --------- | --- |
| Bukovske vrchy             |               | 555541593 | SKCHVU002 | ⊙    | 40.932,4  | Teil der Waldkarpaten um den Nationalpark Poloniny im äußersten Osten der Slowakei mit dem Starina-Stausee und alten Buchenwäldern. Eines der bedeutendsten Brutareale für den Wachtelkönig im Land. |
| Čergov                     |               | 555577863 | SKCHVU052 | ⊙    | 35.849,7  | Überwiegend bewaldeter beskidischer Gebirgszug in den Westkarpaten mit großflächigen Buchenwäldern mit Vorkommen von Bartkauz, Schlangenadler, Schreiadler, Schwarzstorch, Haselhuhn und andere. |
| Cerová vrchovina-Porimavie |               | 555541594 | SKCHVU003 | ⊙    | 30.187,7  | etwa zur Hälfte bewaldetes und zur Hälfte landwirtschaftlich (überwiegend als Grünland) genutztes Gebiet im Süden der Slowakei am Übergang von der alpinen zur pannonischen Region. Bedeutende Brutvorkommen der Heidelerche, des Bienenfressers und der Zwergohreule.                                                                                  |
| Chocske vrchy              |               | 555577861 | SKCHVU050 | ⊙    | 16.817,5  | Von Kalkgestein dominierter, teilweise verkarsteter Gebirgszug im Norden der Slowakei mit abwechslungsreichem Relief. |
| Dolne Pohronie             |               | 555541595 | SKCHVU004 | ⊙    | 229,3     | Drei Teilgebiete mit ehemaligen und aktiven Sandgruben in einem Lössgebiet im Süden der Slowakei. Bedeutendes Vorkommen des Bienenfressers. |
| Dolne Povazie              |               | 555541596 | SKCHVU005 | ⊙    | 31.195,5  | Grünlanddominierte Auelandschaft der Flüsse Váh, Nitra und Žitava. Vorkommen von Binnendünen und Reste von naturnahen Auwäldern. Das Gebiet ist eines wichtigsten Brutgebiete für Blauracke, Rohrweihe, Brachpieper, Schwarzstirnwürger und Blutspecht in der Slowakei.                                                                                 |
| Dubnicke strkovisko        |               | 555541597 | SKCHVU006 | ⊙    | 40,8      | Durch Kiesabbau entstandener Baggersee am Fluss Váh nahe der Stadt Dubnica nad Váhom. Bedeutender Brutplatz der Flussseeschwalbe. |
| Dunajske luhy              |               | 555541598 | SKCHVU007 | ⊙    | 16.511,6  | Donautal unterhalb von Bratislava mit dem Gabčíkovo-Stausee. Das Gebiet ist stark anthropogen überformt, aber ein wichtiges Habitat unter anderem für Seeadler und zahlreiche Wasservögel. |
| Horna Orava                |               | 555541599 | SKCHVU008 | ⊙    | 58.738,0  | Waldgebiet in den Westkarpaten, bedeutendes Brutgebiet von Sperlingskauz, Dreizehenspecht und anderen Arten. |
| Kosicka kotlina            |               | 555541600 | SKCHVU009 | ⊙    | 17.354,3  | Senke in den inneren Westkarpaten. Bedeutendes Brutgebiet für den Sakerfalken. |
| Kralova                    |               | 555541601 | SKCHVU010 | ⊙    | 1.215,8   | Stausee im Fluss Waag, Bedeutendes Brutgebiet für den Nachtreiher. |
| Laborecká vrchovina        |               | 555541602 | SKCHVU011 | ⊙    | 102.813,9 | überwiegend bewaldete, dünn besiedelte Bergregion in den Äußeren Ostkarpaten. Bedeutendes Brutgebiet für Schreiadler, Rotmilan und andere. |
| Lehnice                    |               | 555541603 | SKCHVU012 | ⊙    | 2.346,9   | Intensiv genutztes, weitgehend waldfreies Gebiet in der Donauebene. Bedeutendes Brutgebiet des Rotfußfalken. |
| Levocske vrchy             |               | 555577862 | SKCHVU051 | ⊙    | 45.597,6  | Überwiegend mit einem Mosaik aus landwirtschaftlichen Flächen und Nadelwäldern bedecktes Gebiet um das ehemalige militärische Übungsgelände Javorina. |
| Mala Fatra                 |               | 555541604 | SKCHVU013 | ⊙    | 66.228,1  | Kleine Fatra mit überwiegend bewaldetem Bergland und alpinen Gipfelbereichen. |
| Male Karpaty               |               | 555541605 | SKCHVU014 | ⊙    | 50.633,6  | Überwiegend mit Laubwäldern bedeckter Gebirgszug der Kleinen Karpaten, bedeutendes Gebiet für Lannerfalke, Wespenbussard und Mittelspecht. |
| Medzibodrozie              |               | 555541606 | SKCHVU015 | ⊙    | 33.753,7  | Auengebiet an der Latorica, überwiegend landwirtschaftlich genutzt und mit zahlreichen Altarmen, Auwaldbeständen, Binnendünen, Gräben und anderen Feuchtbiotopen strukturiert. |
| Muranska planina-Stolica   |               | 555541608 | SKCHVU017 | ⊙    | 25.796,5  | Überwiegend bewaldete und verkarstete Muraner Hochebene und Teile der silikatischen Stolica-Berge. Bedeutendes Gebiet für den Raufußkauz. |
| Nizke Tatry                |               | 555541609 | SKCHVU018 | ⊙    | 98.168,5  | Überwiegend bewaldeter Gebirgszug der Niederen Tatra. Bedeutender Lebensraum für Raufußhühner, Steinadler, Dreizehenspecht und Eulen. |
| Ondavska rovina            |               | 555541628 | SKCHVU037 | ⊙    | 15.906,6  | Vorwiegend landwirtschaftlich genutztes Löß-Plateau mit einzelnen Waldinseln. Bedeutendes Brutareal für den Östlichen Kaiseradler. |
| Ostrovne luky              |               | 555541610 | SKCHVU019 | ⊙    | 8.297,7   | Agrarlandschaft auf Lößböden auf der Großen Schüttinsel, bedeutendes Brutgebiet des Rotfußfalken. |
| Parizske mociare           |               | 555541611 | SKCHVU020 | ⊙    | 376,6     | Feuchtgebiet mit Grabensystem am Fluss Pariž, bedeutendes Brutgebiet von Kleinem Sumpfhuhn und Mariskensänger. |
| Poiplie                    |               | 555541612 | SKCHVU021 | ⊙    | 8.062,9   | Grünlandgeprägte Aue des Flusses Ipeľ. Bedeutender Lebensraum für Weißstorch, Sumpfhühner, Eisvogel, Blutspecht und Schwarzstirnwürger. |
| Polana                     |               | 555541613 | SKCHVU022 | ⊙    | 32.188,4  | Mittelgebirge vulkanischen Ursprungs, überwiegend bewaldet, im Süden mit ländlicher Kulturlandschaft. Bedeutendes Brutgebiet für Heidelerche und Schwarzstirnwürger. |
| Senianske rybniky          |               | 555541615 | SKCHVU024 | ⊙    | 2.668,5   | Großer Fischweiher in der Ostslowakischen Ebene mit breitem Schilfgürtel. Bedeutendes Brutgebiet für Reiher, Löffler, Rohrweihe, Säbelschnäbler und Weißbart-Seeschwalbe. |
| Slanske vrchy              |               | 555541616 | SKCHVU025 | ⊙    | 60.247,4  | Überwiegend bewaldetes Mittelgebirge. Bedeutendes Areal unter anderem für Greifvögel, Schwarzstorch Spechte, Eulen und Fliegenschnäpper. |
| Slnava                     |               | 555541617 | SKCHVU026 | ⊙    | 509,3     | Stausee des Flusses Waag mit künstlicher Insel, bedeutendes Brutgebiet für Flussseeschwalbe und Schwarzkopfmöwe. |
| Slovensky kras             |               | 555541618 | SKCHVU027 | ⊙    | 43.860,2  | Überwiegend bewaldete Karstlandschaft mit Höhlen, natürlichen Felsformationen und anderen geomorphologischen Sonderformen. Die landwirtschaftlich genutzten Flächen sind von magerem bis xerophilem Grünland geprägt. Bedeutender Brutlebensraum für Sperbergrasmücke, Ziegenmelker und Steinrötel.                                                     |
| Slovensky raj              |               | 555577864 | SKCHVU053 | ⊙    | 25.243,0  | Karstlandschaft mit typisch ausgeprägten Karstformen, darunter auch zwei große Eishöhlen, und tief eingeschnittenen Schluchten. |
| Spacinsko-niznianske polia |               | 555577865 | SKCHVU054 | ⊙    | 12.155,7  | Landwirtschaftlich geprägtes, hügeliges Vorland der Kleinen Karpaten. Bedeutendes Brutgebiet für den Sakerfalken. |
| Strazovske vrchy           |               | 555541619 | SKCHVU028 | ⊙    | 58.673,1  | Abwechslungsreiche Mittelgebirgslandschaft aus Kalk- und Dolomitgestein mit zahlreichen geomorphologischen Sonderformen, wie Karsthöhlen, Felsformationen und Schluchten. Die Hochlagen sind überwiegend bewaldet, in den tieferen Lagen sind Wacholderheiden, Wiesen und Äcker landschaftsbildprägend. Bedeutendes Brutgebiet für Uhu und Wanderfalke. |
| Syslovske polia            |               | 555541620 | SKCHVU029 | ⊙    | 1.772,9   | Pannonisches Lößgebiet im Donautal, dominiert von großflächigen Agrarflächen mit einzelnen Feldhecken. Brutgebiet von Großtrappe und Rotfußfalke. |
| Tatry                      |               | 555541621 | SKCHVU030 | ⊙    | 54.611,3  | Hohe Tatra mit alpinem Gipfelbereich, trockenwarmen Südhängen und zahlreichen geomorphologischen Sonderformen, wie Felsen, Felsnadeln, glaziale Landformen und Karstformen. Bedeutendes Brutgebiet für den Steinadler, den Sperlingskauz und verschiedene Raufußhühner.                                                                                 |
| Tribec                     |               | 555541622 | SKCHVU031 | ⊙    | 23.802,8  | Bewaldetes Mittelgebirge mit kristallinem Ausgangsgestein, bedeutender Brutplatz des Östlichen Kaiseradlers. |
| Ulanska mokrad             |               | 555541614 | SKCHVU023 | ⊙    | 18.173,9  | Intensiv bewirtschaftete Agrarlandschaft, teilweise mit entwässerten Torfböden. Bedeutendes Brutgebiet für Rohr- und Wiesenweihe. |
| Velka Fatra                |               | 555541624 | SKCHVU033 | ⊙    | 47.445,0  | Überwiegend bewaldeter Gebirgszug der Großen Fatra. Bedeutendes Brutvorkommen von Haselhuhn, Wanderfalke, Ziegenmelker und Dreizehenspecht. |
| Velkoblahovske rybniky     |               | 555541625 | SKCHVU034 | ⊙    | 91,3      | Als Fischaufzuchtweiher genutzter Torfstich in einem ehemaligen Niedermoorgebiet. Bedeutender Brutplatz für Kolbenente und Schnatterente. |
| Vihorlatske vrchy          |               | 555541626 | SKCHVU035 | ⊙    | 48.286,3  | Buchenwalddominertes Mittelgebirge mit Urwaldrelikten und landwirtschaftlich intensiv genutztem Vorland. Bedeutendes Brutgebiet für Zwergohreule, Habichtskauz, Mittelspecht und Schlangenadler. |
| Volovske vrchy             |               | 555541627 | SKCHVU036 | ⊙    | 121.420,7 | Teil des Slowakischen Erzgebirges mit zahlreichen Bergbaustollen und naturnahen Wäldern. |
| Zahorske Pomoravie         |               | 555541607 | SKCHVU016 | ⊙    | 33.068,0  | Fluvial geprägtes Tiefland im Tal der March an der Grenze zu Österreich. Vorkommen zahlreicher Vogelarten der Feuchtgebiete und der Agrarlandschaften. |
| Zitavsky luh               |               | 555541629 | SKCHVU038 | ⊙    | 155,4     | Feuchtgebiet im Tal der Žitava mit bedeutendem Vorkommen des Tüpfelsumpfhuhns. |